# Camponotus pulvinatus
Camponotus pulvinatus är en myrart som beskrevs av Mayr 1904. Camponotus pulvinatus ingår i släktet hästmyror, och familjen myror. Inga underarter finns listade.